# بيل وورتنبرغ
بيل وورتنبرغ (بالإنجليزية: William Wurtenburg)‏ (و. 1863 – 1957 م) هو لاعب كرة قدم أمريكية أمريكي، ولد في نيويورك، مركز لعبه هو خط وسط ‏، توفي في نيو هيفن، كونيتيكت، عن عمر يناهز 94 عاماً.

## التعليم
تعلم في أكاديمية فيليبس إكستر
.